# 機場 (T5)駅
機場 (T5)駅（きじょう-えき）は中華人民共和国陝西省咸陽市渭城区に位置する西安地下鉄14号線の駅。西安咸陽国際空港の第5ターミナルに併設されている。

## 概要
- 2019年9月29日 - 当駅を除いた14号線の駅が開業[1]。
- 2025年2月18日 - 西安咸陽国際空港の第5ターミナル共用開始に先駆け開業[2]。
- 2025年2月20日：当駅の横に西安咸陽国際空港の第5ターミナルが共用開始する[3]。

## 駅周辺
- 西安咸陽国際空港第5ターミナル